# Traje Chanel

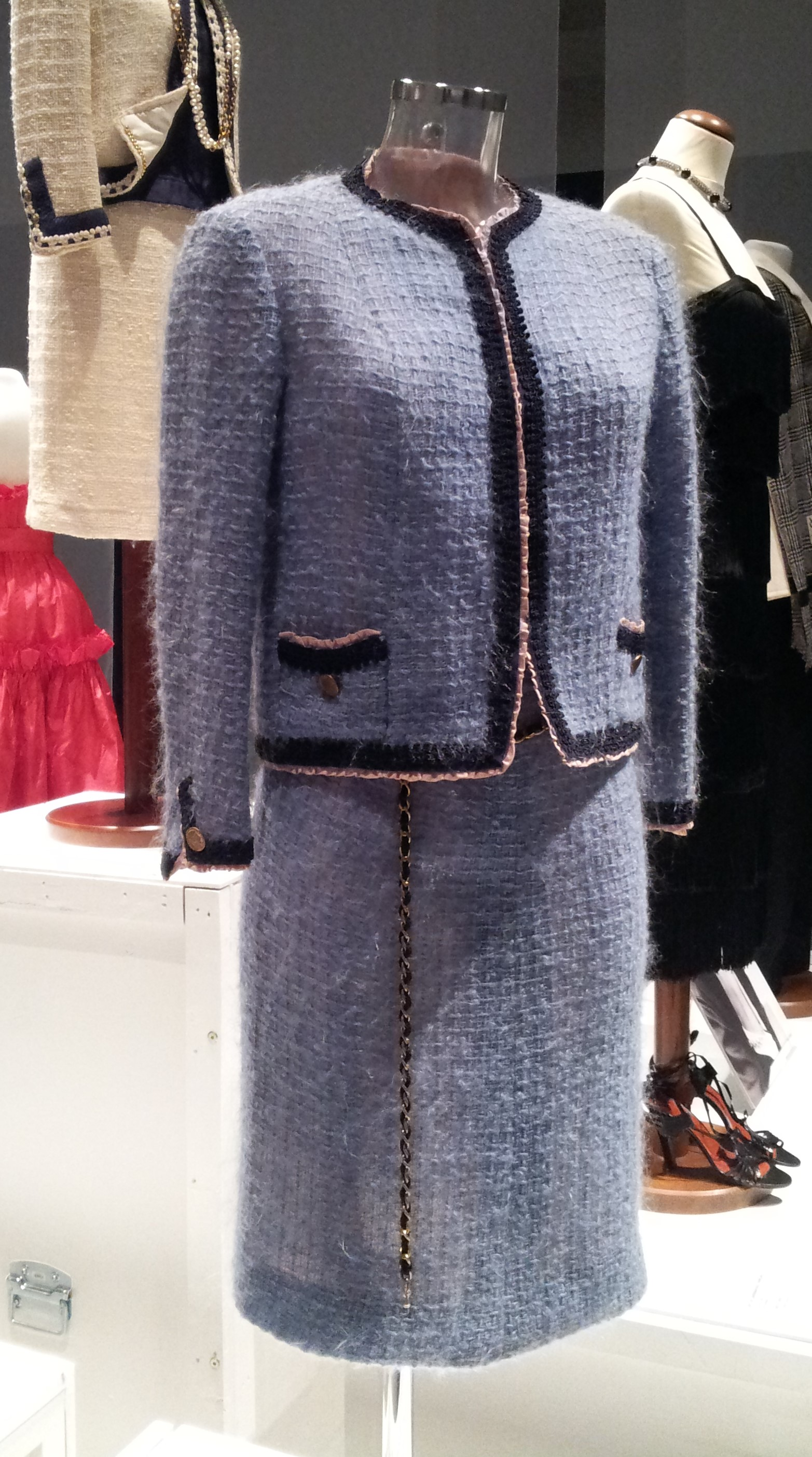
Traje chanel morado de 1965.

El traje Chanel o traje de Chanel o un Chanel es un tipo de traje sastre creado en París por Coco Chanel, después de la reapertura de su casa en 1954. Es de tweed y tradicionalmente compuesto de una chaqueta recta de doble botonadura y falda lápiz corta hasta las rodillas.

## Historia

### Años 1950
En 1953, la sede en el 31, rue Cambon de la casa Chanel, que había cerrado justo antes de la Segunda Guerra Mundial, trabajaba para abrir nuevamente sus puertas. Despachos, talleres, tiendas, así como el piso de «Mademoiselle» fueron renovados. Las razones del regreso de la legendaria modista fueron múltiples, pero sobre todo porque Gabrielle Chanel, recomendando desde siempre una moda «práctica» para una mujer moderna y elegante, se oponía a los modistos que triunfaban en la época como Dior o Balenciaga con su New Look, una moda encorsetada e hiperfemenina con reminiscencias de finales del siglo XIX actualizadas, que ella veía como una traición a las formas naturales y libres de antes de la guerra.
El 5 de febrero de 1954, presenta una colección de 130 creaciones incluido el traje en tweed trenzado. El traje Chanel es, según la modista, una prenda atemporal, que puede ser adecuada tanto para la mañana como para la tarde simplemente cambiando los accesorios. Su aspecto "siempre impecable" y su comodidad se inspiran directamente en el vestuario masculino. Karl Lagerfeld precisa que "La chaqueta Chanel es una chaqueta de hombre que se ha convertido en una prenda típicamente femenina, que ha cruzado esta frontera y que definitivamente se ha convertido en el símbolo de una cierta elegancia femenina despreocupada, atemporal y fuera del tiempo, es decir de todos los tiempos." El traje simboliza el regreso al poder de Coco Chanel después de varios años de retiro en Suiza. Pero el papel de la modista durante la guerra, así como la hegemonía de las siluetas ceñidas heredadas del New Look de Dior, hace que el regreso de la modista no sea un éxito inmediato mientras la expectación de los periodistas era intensa: la prensa europea, sobre todo la francesa e inglesa, acoge muy mal su colección, describiéndola como un «fiasco», un "fracaso", modelos austeros "fuera del tono" de la época. Muy al contrario, la todopoderosa prensa estadounidense, como la revista Life, hablará favorablemente del «Chanel Look» y Vogue sobre todo, lo apoyará y los encargos llegan en abundancia de Estados Unidos. Este éxito, sobre todo en los Estados Unidos, a partir del año siguiente, lo convertirá pronto en un clásico del fondo de armario ampliamente copiado, y con el tiempo tanto un símbolo de elegancia atemporal como de la burguesía conservadora a veces asociado a la imagen de la parisiense. En los años 1960, Anouk Aimée o Romy Schneider aparecieron con esta prenda; décadas más tarde, lo será Lady Diana Spencer. El 22 de noviembre de 1963, cuando el presidente John F. Kennedy fue asesinado en Dallas, su esposa Jacqueline Kennedy iba a su lado con un traje Chanel rosa.

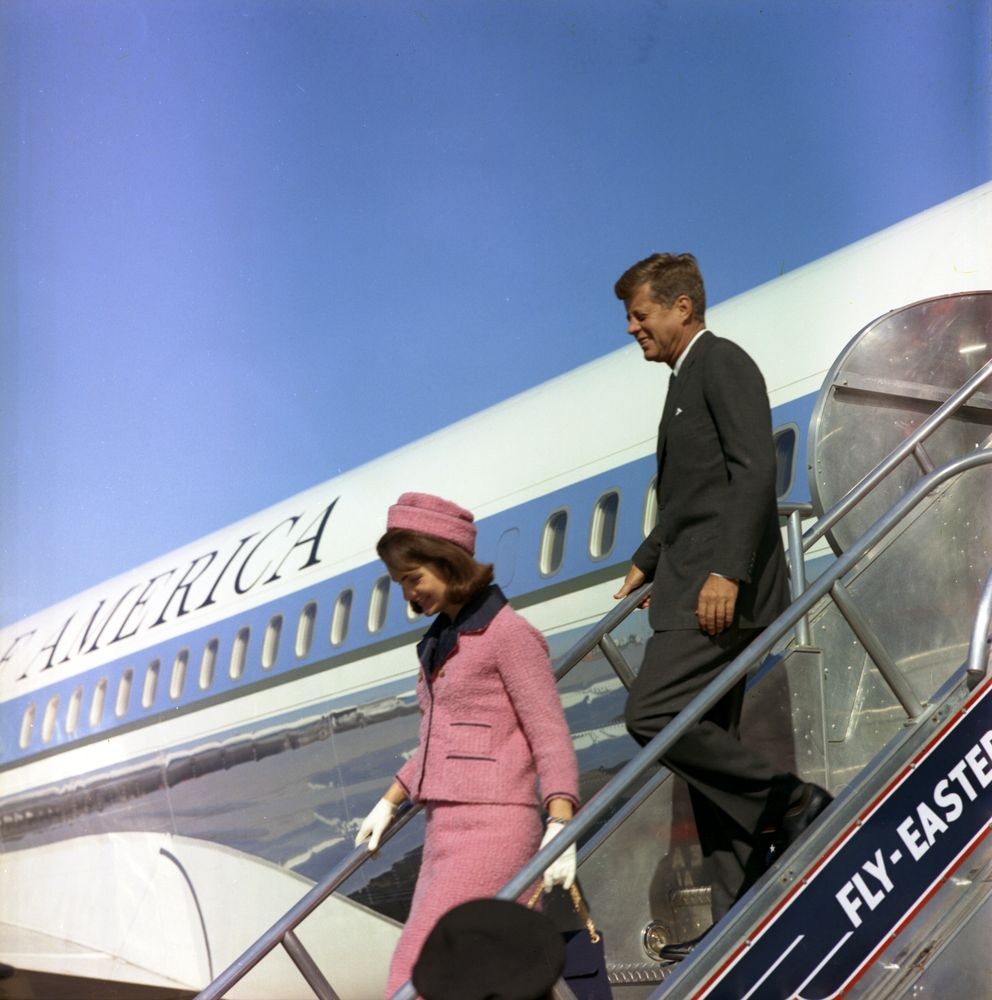
Jacqueline Kennedy luciendo un Chanel rosa, bajando del Air Force One a su llegada al aeropuerto de Dallas junto a su esposo el presidente de los Estados Unidos John F. Kennedy, pocas horas antes del magnicidio.

El traje Chanel auténtico corresponde a estrictos principios específicos de la casa de costura: confeccionado con tweeds exclusivos, con falda lápiz (o sea que se estrecha hacia abajo) hasta la rodilla, una chaqueta recta, suave y cuadrada con una técnica para las mangas muy particular así como su abertura en la muñeca, una pequeña cadena de oro que permite que la parte inferior vaya cerrada y mantener el apresto del atuendo, bolsillos aplicados, con botones decorados y dorados, ribetes trenzados, y a menudo acompañado de zapatos bicolores. La chaqueta lleva forro, con pespuntes visibles, de cuyo mismo color debe ser la camisa o blusa. El traje se inspiró en el uniforme tirolés del portero del hotel de Salzburgo donde Coco Chanel pasó algún tiempo. Sin ser sistemático, la mayoría de las chaquetas no llevan cuello.

### Años 1980
En los años 1980, Karl Lagerfeld se hizo cargo de la dirección artística de la casa y contrató a Inès de la Fressange que, personificando la imagen de despreocupación de Chanel, llevará regularmente el traje, definitivamente actualizado y convertido en pieza atemporal. Si los elementos principales deseados por la fundadora se mantuvieron, como la chaqueta de tweed, el fular de seda, el bolso — un 2.55 —, la cadena, la camelia o a veces un sombrero, Karl Lagerfeld no vaciló en renovar el conjunto combinándolo con vaqueros, minifalda, cuero o piel sintética, a veces hasta la parodia. Para la colección de alta costura primavera-verano 2008 en el Grand Palais, el desfile de la casa Chanel estuvo presidido por la escultura de una gigantesca chaqueta chanel gris de aproximadamente 25 m de altura. Las modelos salían una a una por la abertura frontal de la chaqueta.
Todos estos sastres creados y reinventados a lo largo de los años son considerados "uniformes de la elegancia" y Gabrielle Chanel pasará a la historia por sus pequeños vestiditos negros, así como por sus trajes sastre que resumen su precepto de que estilo y practicidad van de la mano.